# Jonessund
Der Jonessund (englisch Jones Sound, französisch Détroit de Jones) ist eine Meeresstraße in der kanadischen Arktis. Er verbindet die Baffin Bay mit der Norwegian Bay und verläuft zwischen Devon Island im Süden und Ellesmere Island im Norden. Er ist über 200 km lang und zwischen 40 und 80 km breit.

## Geografie
Der Jonessund folgt in seiner gesamten Länge dem 76. nördlichen Breitengrad. Seine Ausgänge sind durch große Inseln eingeengt,  Coburg Island im Osten und North Kent Island im Nordwesten. Der Zugang aus der Baffin Bay ist durch die Glacier Strait nördlich von Coburg Island oder durch die Lady Ann Strait südlich davon möglich. Beide Meerengen sind etwa 30 km breit. Die Zugänge im Nordwesten sind deutlich schmaler. Das Hell Gate (deutsch „Höllentor“) ist zwischen Twin Rivers Point (North Kent Island) und Kap Donninghausen (Ellesmere Island) nur 4,4 km breit, die Cardigan Strait zwischen North Kent Island und Devon Island etwa 8 km. Die Küsten des Jonessunds sind überwiegend steil, weil sowohl die Ellesmere-Insel als auch die Devon-Insel von den Bergen der Arktischen Kordillere gebildet werden. Fjorde reichen tief ins zum Teil vergletscherte Innere der beiden Inseln. Die bedeutendsten sind Starnes Fiord, Grise Fiord, Harbour Fiord, Southcape Fiord, Baad Fiord, Muskox Fiord, Goose Fiord und Walrus Fiord im Norden sowie West Fiord und Viks Fiord im Westen.

## Tierwelt
Der Jonessund wird während des Sommers von Walrossen, Weiß- und Narwalen besucht. Ganzjährig sind hier Ringelrobben, Sattelrobben, Bartrobben und Eisbären anzutreffen. Die Polynias an beiden Ausgängen des Jonessunds bieten einer großen Zahl von Seevögeln genug Nahrung, um hier zu brüten.
Am Ausgang des Jonessunds in die Baffin Bay befindet sich die Nirjutiqavvik National Wildlife Area. Sechs Gebiete sind als Important Bird Area (IBA) ausgewiesen. So gilt Skruis Point (NU054) als das größte Brutgebiet der Gryllteiste in der Arktis. Auf den Felsen von Kap Vera (NU053) nisten fast 10.000 Paare des Eissturmvogels, außerdem 300 Paare der Eiderente sowie Eismöwen, Thayermöwen und Küstenseeschwalben. Weitere IBAs sind Cambridge Point (NU010) auf Coburg Island, Sydkap Icefield (NU055) auf Ellesmere Island, North Kent Island (NU052) und Eastern Devon Island (NU057).

## Geschichte
An den Küsten des Jonessunds findet man zahlreiche Reste prähistorischer Besiedlung aus der Dorset- und Prä-Dorset-Zeit, insbesondere Zeltringe. Als die ersten Europäer ihn erreichten, gab es hier aber keine Inuit-Siedlungen.
Auf der Suche nach einem nordwestlichen Seeweg nach China und Indien entdeckten Robert Bylot und William Baffin am 10. Juli 1616 die Einfahrt zum Jonessund, den sie nach Alderman Jones, einem ihrer Auftraggeber benannten. Baffin hielt, wie auch 200 Jahre später John Ross, den Jonessund für eine Bucht.
Der Erste, der mit seinem Schiff in den Jonessund hineinfuhr, war Thomas Lee. Der Kapitän des Walfängers Prince of Wales gab an, 1848 150 Meilen in den Sund vorgedrungen zu sein. Auf der Suche nach der Franklin-Expedition fanden William Penny und Horatio Austin die Einfahrt zum Sund in den Jahren 1850 und 1851 vom Eis versperrt. Edward Inglefield hatte 1852 günstigere Eisverhältnisse. Er fuhr von der Baffin Bay aus in den Jonessund und erforschte die Nordküste von Devon Island bis zum Kap Sparbo (84° 10′ westlicher Länge).
Die zweite norwegische Polarexpedition mit der Fram, die unter der Leitung von Otto Sverdrup 1898 bis 1902 die kanadische Inselwelt westlich der Ellesmere-Insel erforschte, überwinterte dreimal im Jonessund, zunächst 1899/1900 im Harbour Fiord und anschließend zweimal im Goose Fiord. Auf ausgedehnten Reisen mit dem Hundeschlitten wurden die Westküste der Ellesmere-Insel aufgenommen und die Sverdrup-Inseln entdeckt. Die Expeditionsmitglieder Gunnar Isachsen und Edvard Bay kartierten die Teile des Jonessunds, die bis dahin noch unbekannt waren.
Nach seiner Schlittenfahrt, auf der er den Nordpol erreicht haben wollte, überwinterte Frederick Cook 1908/09 am Kap Sparbo.
1922 richtete die Royal Canadian Mounted Police an der Südküste der Ellesmere-Insel den Außenposten Craig Harbour ein. 1956 wurde er nach Grise Fiord verlegt, wo bereits 1953 eine Inuit-Siedlung gegründet worden war. Bis heute ist Grise Fiord die einzige ständig bewohnte Siedlung am Jonessund.